# The Beat Shakers
The Beat Shakers sind ein serbisches DJ-Duo, das aus Ivan Gojković und Nenad Kosovac besteht. Bekannt wurden sie als Gastmusiker bei DJ Antoine mit dem Song Ma Chérie.

## Mitglieder
Ivan Gojković (* 1980) wurde von der Disco-Musik der 1970er Jahre und New Wave beeinflusst und startete Ende der 1980er Jahre mit ersten eigenen Produktionen eine Karriere als DJ. Ab dem Jahre 1999 spielte er seine Lieder in vielen serbischen Clubs und lernte dort Nenad Kosovac kennen.
Nenad Kosovac (* 21. Februar 1980) wurde durch unzählige Schallplatten seines Vaters aus den 1960er bis 1990er Jahren von der Dance-Musik inspiriert. Er sammelte die Platten und schrieb jede einzelne auf eine Liste und wünschte sich einmal, an der Spitze aller Radio-Charts zu stehen. Seine Karriere begann er als DJ Colle mit einem DJ-Pult in seinem Zimmer. 1997 begann er in Priština einen privaten Radio-Sender zu betreiben. Zwei Jahre später lernte er, bei einer seiner üblichen Auftritte in einem Club in Belgrad, Ivan Gojković kennen.

## Karriere alsThe Beat Shakers
Nachdem sie zusammen in vielen Clubs aufgetreten waren, beschlossen sie im Frühjahr 2008, das DJ-Duo The Beat Shakers zu gründen, und brachten auch kurz darauf, im Jahre 2009, ihre erste Single Ma Chérie heraus, die sie mit Raul Alberto, dem Frontmann der Band So Sabi, aufnahmen. Nach nur einer Woche wurde das Video fast auf jedem Radio- und TV-Sender in Serbien und ex-jugoslawischen Ländern ausgestrahlt. Ein Jahr später wurde eine Version zusammen mit DJ Antoine herausgebracht, sie enthielt Vocals des Schweizer Sängers Angel. Diese Version wurde in ganz Europa gespielt und erreichte die Top 10 sämtlicher europäischer Charts wie z. B. in Deutschland, Österreich oder der Schweiz.
Im August 2010 veröffentlichten die Beat Shakers eine neue Single, die den Namen Prisoner trägt. Diesmal sang die Sängerin Sonja Bakić mit, die durch die Reality-Show Operacija Trijumf bekannt war. Das offizielle Musikvideo wurde an der kroatischen Küste gefilmt. Nikolina Pisek, eine der berühmtesten Kroatischen TV-Moderatorinnen wurde auch im Musikvideo zu Prisoner gezeigt. Im Juli 2011 wurde das Lied U inat prošlosti veröffentlicht. Es wurde mit Aleksandra Radović, eine der populärsten serbischen Sängerinnen, aufgenommen.
Seit 2007 hat das Duo eine eigene Radio-Show namens The Beat Shakers Radio Show auf dem serbischen Radiosender TOP FM, in der sie neue Hits der internationalen und lokalen DJ-Szene spielen. Neben vielen Solo-Performances haben sie auch mit vielen internationalen DJs wie Sebastian Ingrosso, Axwell, Benny Benassi, Sandy Rivera, DJ Antoine und viele mehr, Songs aufgenommen. Seit dem Sommer 2010 haben sie auch viele internationale Auftritte wie in Zürich, Barcelona, Prag oder Skopje.

## Diskografie

### Singles
| Jahr | Titel Album        | Höchstplatzierung, Gesamtwochen, AuszeichnungChartplatzierungen (Jahr, Titel, Album, Platzierungen, Wochen, Auszeichnungen, Anmerkungen) | Höchstplatzierung, Gesamtwochen, AuszeichnungChartplatzierungen (Jahr, Titel, Album, Platzierungen, Wochen, Auszeichnungen, Anmerkungen) | Höchstplatzierung, Gesamtwochen, AuszeichnungChartplatzierungen (Jahr, Titel, Album, Platzierungen, Wochen, Auszeichnungen, Anmerkungen) | Anmerkungen                                                          |
| Jahr | Titel Album        | DE | AT | CH | Anmerkungen                                                          |
| ---- | ------------------ | --- | --- | --- | -------------------------------------------------------------------- |
| 2009 | Ma Chérie –        | — | — | — | Erstveröffentlichung: 30. Juli 2009 feat. Alberto                    |
| 2010 | Ma Chérie –        | DE6 ×5Fünffachgold · (58 Wo.)DE | AT2 (66 Wo.)AT | CH2 ×4Vierfachplatin · (99 Wo.)CH | Erstveröffentlichung: 23. Mai 2010 DJ Antoine feat. The Beat Shakers |
| 2010 | Prisoner –         | — | — | — | Erstveröffentlichung: 2. August 2010 feat. Sonja Bakic               |
| 2011 | U inat prošlosti – | — | — | — | Erstveröffentlichung: 6. Juli 2011 feat. Aleksandra Radović          |